# 伊雅西
伊雅西是巴西米纳斯吉拉斯州的一个市镇。总面积105.387平方公里，总人口5687人，人口密度54人/平方公里。